# Tatsunori Hisanaga
Tatsunori Hisanaga (Kagoshima, 23 december 1977) is een voormalig Japans voetballer.

## Carrière
Tatsunori Hisanaga speelde tussen 1996 en 2009 voor Avispa Fukuoka, Yokohama F. Marinos en Omiya Ardija.